# Elachiptera graeca
Elachiptera graeca är en tvåvingeart som beskrevs av Becker 1910. Elachiptera graeca ingår i släktet Elachiptera och familjen fritflugor. Inga underarter finns listade i Catalogue of Life.